# Ел Сегундо (Калифорния)
Ел Сегундо (на испански: El Segundo) е град в окръг Лос Анджелис в щата Калифорния, САЩ. Ел Сегундо е с население от 16 033 жители (2000) и обща площ от 29,97 км² (10,80 мили²). Международно летище Лос Анджелис се намира непосредствено на север от Ел Сегундо.